# Војислав Вијатов
Војислав Вијатов (Београд, 22. март 1970) српски је кантаутор, музичар, певач, гитариста, композитор, текстописац, музички продуцент и писац. И поред изостанка званичног издања - Војислав Вијатов („Ономатопеја Идеја“) уврштен је као достојан аутор у „Ex YU Rock Enciklopediju“ Петра Јањатовића из 1999. године.

## Одрастање и образовање
У најранијем детињству улази у свет музике преко мајке Верице, двоструке војвођанске победнице у соло певању (ученице Вере Ковач Виткаи, примадоне опере Српског народног позоришта у Новом Саду) која због несавладиве треме напушта каријеру оперске певачице.
Завршио је основну и средњу школу у Београду, а одрастао на Вождовцу.
Гитару учи приватно од 1978. и у нижим музичким школама „Јован Бандур” и „Петар Коњовић” до 1983, када оставља инструмент.

## Каријера

### Почеци
Након једногодишнје паузе, 1985. у свој бенд га позива школски другар Никола Врањковић, али се на концерту у ОШ „Веселин Маслеша“ Војислав Вијатов појављује тек као гост певајући неколико нумера, јер услед велике паузе није могао да се у неопходном року усвира као гитариста при бенду. Наредне године снима први од петнаестак демо снимака које прави до 1989. под именом „Последњи Динар“, те се више пута појављује на радију Студио-Б у емисији „Звуци родног краја“ и сличним емисијама које су у то време биле актуелне на београдским радио станицама. Значајни сарадници на реализацији песама у овом најранијем периоду су Предраг Манов (соло гитара), Александар Балаћ (бас гитара), Александар Митровић (клавијатуре) и Момир Жигеровић (вокал).
Од 1987. нуди своје демо снимке готово свим музичким кућама у СФРЈ, али бива одбијен, највише под изговором економске неоправданости таквог издавачког подухвата, што ће остати непоромењено и следећих деценију и по - ма колико је, без обзира на неразумевање издавача, истрајавао у покушајима да свој опус представи широј публици.

### Одлазак у Лондон
1990. године се спрема по програму „Berklee College of Music“ како би наставио са својим музичким образовањем, али се услед избијања рата у СФРЈ околности мењају из основа, те одлази у Лондон како би му се по наруџбини израдила акустична пиезо гитара за леворуке коју је практично било немогуће у то време купити у СФРЈ. У Лондону остаје две године и тамо се бави разним пословима, истовремено пишући нове песме.

### Повратак у Србију и први албум
По повратку из Велике Британије, 1994. године, у београдском музичком студију Академија снима самоиздату демо касету „Ономатопеја идеја“ (Документарни запис), те је првобитно штампа у 200 примерака, а онда и накнадно у још 300 примерака током 1997. Касета без икакве медијске подршке (једину, али позитивну рецензију објавио је часопис Укус несташних) нема нарочит одзив публике и углавном остаје позната у уском кругу музичара и неколицине младих новинара локалних радио и ТВ станица.
Са албума је избачено неколико видео-спотова, од којих је свакако најпознатији онај за песму „Милица”.

### Други албум
Музичка продукција „Lucky Sound“ је 1996. требало да изда први званични носач звука под именом „Утеривачи дуга“, на којем, поред Вијатова, учествују још и Александар Балаћ и Момир Жигеровић. Вијатов и сарадници користе свега 2 дана студија да сниме све песме у демо облику. Грешком издавача овај ЦД стиже из иностранства са наснимљеном музиком других извођача и тако на крају остаје неиздат.
Као „сингл“ је снимљен спот „Зашто неки могу, а ја не?!“, познатији као: „Иза сваког угла вреба Драган Којић Кеба“, реализован у студију Александра Милановића - Копца и у видео продукцији „МТС“-а, који бива емитован на локалним ТВ станицама крајем деведесетих и који од заборава чувају навијачи „Црвене звезде“, бодрећи још и данас свој клуб овим слоганом.

### Одлазак из Београда и трећи албум
Током 1996. се сели на своју дедовину у Нови Бечеј. Тамо услед изостанка средстава за неки озбиљнији студијски рад, импровизује кућни студио и на малом личном рачунару реализује албум „Circus Maximus“ (летопис MCMXCIX) који у виду демо ЦД-а штампа тек 2003. године, поново без продукцијске и медијске подршке.
Све видео спотове за овај албум Вијатов ради у личној кућној продукцији као некакав облик подршке сопственом музичком стваралаштву.

### Best of
2016. године, самоиницијативно - Антоније Пушић (Рамбо Амадеус) и Огњен Узелац (бивши директор ПГП РТС-а) - уз Антонијева средства и Огњенову добру вољу и издавачки подухват (издавач „Fair Share“) објављују избор демо-снимака Војислава Вијатова на ЦД-у – „Ономатопеја Идеја – Best of & Some Remixes“. Пропратни спот за ово издање реализовали су уз аутора „МТС“ и „Talent BOX“.

## Остало
Од 1997. године Вијатов се бави избором музике за циљне групе „Хотел-Ресторан-Бар“ и послује у 6 земаља. Спорадично ради и као „Luxury DJ“ (DJ BURLESQUE) при врхунским угоститељским објектима у земљи и иностранству.
На име провереног талента за смисаоно аранжирање музичких антологија постаје једини аутор при ПГП РТС који је позван да, мимо званичног уредништва, уреди ЦД издање по сопственом избору. Ради се о компилацијском албуму из 2007. године под називом „Све што нисте знали да желите да чујете на једном месту“.
Аутор је музике за више реклама у земљи и иностранству, комерцијалних филмова и два мјузикла – „Ради ми свашта“ и „Секстаза“ – Мирослава Мике Павићевића. Гостовао је као аутор текста и музике у песми „Легенда о Томи Чварку“ на албуму „Сви унутра“ – Раденка Стојановића („Voodoo Popeye“).
Уласком у породични живот, 2002. године, услед апсолутне нерентабилности у сфери ауторске музике, практично напушта музичко стваралаштво у потпуности и тек спорадично, са вишегодишњим паузама, у слободном времену објављује по једну песму, из хобија, на друштвеним мрежама. Најпознатија песме из овог раздобља су: Небески Србин, Ода оцу нације, Свод и Романса и све се могу наћи на његовом званичном Youtube каналу.

## Писање
Као основним интересом у сенци - Војислав Вијатов се дуги низ година бави методиком и дидактиком објаве онога што назива „основним космогонијским законом”, чија најава је објављена у књизи „Последње Откровење“ 2017. године у виду поезије, а 2021.године као сувопарни логички доказ у уџбенику „Духовна ортопедија – Доказ порекла универзума“!

## Концерти
Осим јединог концерта младих бендова у Дадову 1988, који је био прекинут због дивљања публике - Вијатов не наступа уживо већ искључиво медијски.
Једини изузетак је спонтано организовни концерт Сатана Панонског у клубу ФЛУ – „Академија“ 1991. године - забележен као најпосећенији у историји клуба, на којем се услед изостанка матичне поставе пратећег бенда појављује као гитариста уз Николу Врањковића (бас) и Немању Поповића (гитара).

## Дискографија
- Ономатопеја идеја (1994)
- Утеривачи дуга (1996)
- Circus Maximus (2003)[8]
- Best of & Some Remixes (2016)[9]